# Marco Gradenigo (patriarca di Venezia)
Marco Gradenigo (Venezia, 1º aprile 1663 – Padova, 14 novembre 1734) è stato un patriarca cattolico italiano, patriarca di Venezia dal 1725 fino alla morte.

## Biografia
Inoltre, era nipote, per parte paterna, di Marco Gradenigo e di Girolamo Gradenigo, ambedue patriarchi di Aquileia ed anche di Bartolomeo Gradenigo, vescovo di Treviso e di Brescia.
Il 22 agosto 1699 fu nominato coauditore del patriarca di Aquileia con diritto di successione e contestualmente anche vescovo di Titopoli. Questo accordo fu raggiunto tra il Senato veneziano e l'allora patriarca Dionisio Dolfin, che si era appena insediato. Le bolle di investitura rimasero segrete, così da evitare ripercussioni negative da parte dell'imperatore Leopoldo.
Il 19 novembre 1714 fu nominato vescovo di Verona e cedette la carica di coauditore del patriarca di Aquileia a Daniele Dolfin, nipote di Dionisio.
Nella nuova sede fu subito noto sia la frugalità dei comportamenti e delle spese sia per la carità verso i poveri della diocesi. Oltretutto, cercò sempre di fare gli interessi della Serenissima, la qual cosa non sfuggì a Venezia.
Alla morte del patriarca Pietro Barbarigo fu scelto dal Senato veneziano come nuovo patriarca con un plebiscito quasi unanime (186 voti a favore contro soli 3 voti contrari). Ricevuta la conferma papale il 3 settembre, l'11 giugno 1725 il Gradenigo si insediò come nuovo patriarca di Venezia.

## Genealogia episcopale e successione apostolica
La genealogia episcopale è:
- Vescovo Gerolamo Ragazzoni
- Cardinale François de La Rochefoucauld
- Arcivescovo Jean Jaubert de Barrault
- Arcivescovo François Adhémar de Monteil
- Vescovo Jacques Adhémar de Monteil
- Arcivescovo Jean-Baptiste Adhémar de Monteil de Grignan
- Vescovo Louis d'Aube de Roquemartine
- Cardinale Daniele Marco Dolfin
- Patriarca Marco Gradenigo

La successione apostolica è:
- Vescovo Pietro Zorzi (1726)
- Arcivescovo Antonio Nani (1727)
- Vescovo Agostino Bruti (1728)
- Vescovo Stefano Blascovich, C.O. (1732)
- Vescovo Vincenzo Bragadin, O.F.M.Cap. (1733)

## Araldica
| Stemma | Descrizione                                      | Blasonatura |
| \| \|  | Marco Gradenigo Patriarca di Venezia (1725-1734) | Di rosso, alla banda scalinata d'argento. Lo scudo accollato a una doppia croce astile trifogliata d'oro, è timbrato da un cappello prelatizio a quindici nappe per lato, il tutto di verde e oro |
|        |                                                  | |